# Кубок Ізраїлю з футболу 2004—2005
Кубок Ізраїлю з футболу 2004–2005 — 66-й розіграш кубкового футбольного турніру в Ізраїлі. Титул здобув Маккабі (Тель-Авів).

## Регламент
Кубкова стадія складається з двох раундів: регіонального та національного, саме з національного раунду (1/16 фіналу) стартують клуби Прем'єр-ліги.

## 1/16 фіналу
| Команда 1                      | Рахунок      | Команда 2                        |
| ------------------------------ | ------------ | -------------------------------- |
| 1 березня 2005                 |              |                                  |
| Хакоах Маккабі Амідар (2)      | 2:0          | Хапоель Іроні (Кір'ят-Шмона) (2) |
| Маккабі (Шаараїм) (4)          | 2:3 дч       | Хапоель Цафрірім (Холон) (2)     |
| Маккабі (Петах-Тіква)          | 2:1          | Хапоель (Рамат-Ган) (3)          |
| Хапоель Нахлат Єгуда (4)       | 1:0          | Хапоель (Рейне)                  |
| Хапоель (Кфар-Сава) (2)        | 2:3          | Маккабі (Нетанья) (2)            |
| Маккабі (Тель-Авів)            | 3:1          | Хапоель (Беер-Шева)              |
| Маккабі Іроні (Кір'ят-Ата) (3) | 1:3          | Хапоель (Хайфа)                  |
| Хапоель (Раанана) (2)          | 3:2          | Хапоель (Єрусалим) (2)           |
| Хапоель (Акко) (2)             | 1:1 пен. 1:3 | Маккабі (Герцлія) (2)            |
| Маккабі Ахі (Назарет) (2)      | 1:4          | Маккабі (Хайфа)                  |
| 2 березня 2005                 |              |                                  |
| Хапоель (Марморек) (3)         | 0:1          | Хапоель (Ашкелон) (3)            |
| Хапоель (Рішон-ле-Ціон) (2)    | 1:4          | Ашдод                            |
| Бейтар (Єрусалим)              | 0:1          | Хапоель (Петах-Тіква)            |
| Хапоель (Тель-Авів)            | 2:0          | Хапоель (Рамат-ха-Шарон) (2)     |
| 8 березня 2005                 |              |                                  |
| Маккабі (Беер-Шева) (3)        | 0:2          | Бней Сахнін                      |
| 9 березня 2005                 |              |                                  |
| Бней-Єгуда                     | 5:1          | Хапоель (Назарет-Ілліт)          |

## 1/8 фіналу
| Команда 1                 | Рахунок      | Команда 2                    |
| ------------------------- | ------------ | ---------------------------- |
| 8 квітня 2005             |              |                              |
| Хапоель (Ашкелон) (3)     | 6:0          | Хапоель Нахлат Єгуда (4)     |
| 9 квітня 2005             |              |                              |
| Хапоель (Хайфа)           | 3:3 пен. 3:2 | Маккабі (Хайфа)              |
| Ашдод                     | 2:3          | Маккабі (Тель-Авів)          |
| Маккабі (Петах-Тіква)     | 1:0          | Хапоель (Тель-Авів)          |
| Хапоель (Раанана) (2)     | 0:3          | Бней-Єгуда                   |
| Хакоах Маккабі Амідар (2) | 1:0          | Бней Сахнін                  |
| Маккабі (Герцлія) (2)     | 3:0 дч       | Хапоель Цафрірім (Холон) (2) |
| 11 квітня 2005            |              |                              |
| Маккабі (Нетанья) (2)     | 0:1          | Хапоель (Петах-Тіква)        |

## 1/4 фіналу
| Команда 1                 | Рахунок | Команда 2             |
| ------------------------- | ------- | --------------------- |
| 20 квітня 2005            |         |                       |
| Хапоель (Ашкелон) (3)     | 3:0     | Бней-Єгуда            |
| Хакоах Маккабі Амідар (2) | 0:1 дч  | Маккабі (Петах-Тіква) |
| Хапоель (Петах-Тіква)     | 2:3 дч  | Маккабі (Герцлія) (2) |
| 21 квітня 2005            |         |                       |
| Хапоель (Хайфа)           | 1:2     | Маккабі (Тель-Авів)   |

## 1/2 фіналу
| Команда 1             | Рахунок      | Команда 2             |
| --------------------- | ------------ | --------------------- |
| 3 травня 2005         |              |                       |
| Хапоель (Ашкелон) (3) | 1:1 пен. 2:4 | Маккабі (Герцлія) (2) |
| Маккабі (Петах-Тіква) | 1:2          | Маккабі (Тель-Авів)   |

## Фінал
| 18 травня 2005 |

| Маккабі (Тель-Авів)                        | 2:2      | Маккабі (Герцлія) (2)             |
| ------------------------------------------ | -------- | --------------------------------- |
| Рейш 25' Месіка 96'                        | Протокол | Халевані 15' Девіс 111'           |
|                                            | Пенальті |                                   |
| - Коен - Абу Сіам - Мішаелоф - Рейш - Дего | 5:3      | - Абу-Лабен - Таєр - Янах - Рубін |

| Стадіон «Рамат-Ган», Рамат-Ган Глядачів: 18 500 Арбітр: Хаїм Яаков |